# Henry L. Roberts
Henry Lithgow Roberts (ur. 1916, zm. 1972) – amerykański historyk, badacz dziejów Rosji.

## Życiorys
Był absolwentem Yale. W okresie II wojny światowej służył w armii amerykańskiej. Następnie po doktoracie poświęconym historii Rumunii został wykładowcą na Columbia University. W latach 1956–1962 kierował tamtejszym Russian Institute. Od 1967 wykładowca Dartmouth College.

## Publikacje
- Rumania: Political Problems of an Agrarian State (1951)
- Russia and America: Dangers and Prospects (1956)
- Eastern Europe: Politics, Revolution and Diplomacy (1970)